# Alexander von Rom (Diplomat)
Alexander von Rom ist ein deutscher Diplomat.

## Leben
Alexander von Rom war Vortragender Legationsrat und Leiter der Arbeitseinheit 410-9 „Europäisches Parlament“ des Auswärtigen Amts und später für Gemeinsame Handelspolitik, GATT, bilaterale Wirtschaftsbeziehungen zu westlichen Industriestaaten (außer EG-Mitgliedsstaaten). 1990 wurde er Botschaftsrat in Madrid und zum Botschaftsrat I. Klasse ernannt. Von 2002 bis 2005 war er deutscher Botschafter in Litauen.
Er ist Geschäftsführer der Vereinigung des Adels in Bayern e.V. und lebt auf Schloss Grünenfurt.

## Schiften
- Der bei Ausbleiben staatlicher Ablehnung verbindliche Mehrheitsbeschluß der Weltgesundheitsorganisation. Ein Verordnungsverfahren des genossenschaftlichen Völkerrechts., Duncker & Humblot 1967, ISBN 978-3-428-02134-5